# Eric McClellan
Eric McClellan (Porterville, 6 aprile 1993) è un cestista statunitense, professionista in Europa.

## Palmarès
- Coppa d'Austria: 1

Kapfenberg Bulls: 2020
- Basketball Supercup Österreich: 1

Kapfenberg Bulls: 2020